# 針刺家蟻屬
針刺家蟻屬（Daceton）為家蟻亞科，分布於新熱帶。具有觸發式大顎（trap-jaw）。
本屬只有兩個物種 D. armigerum 和 D. boltoni 。D. armigerum 的研究較多，棲息於南美洲北部的雨林中，而 D. boltoni 則分布於巴西和秘魯。

## 習性
針刺家蟻居住在枝條或樹幹中，由其他昆蟲挖出的孔洞中。工蟻具有多形性，小型工蟻負責育幼，大型工蟻則出外捕食和禦敵。工蟻單獨覓食，可捕食蒼蠅、蚱蜢、蛾和甲蟲的幼蟲和成蟲、蠟蟬。有些工蟻還會照顧介殼蟲。Daceton armigerum 的工蟻可以在空中改變落下的方向。

## 物種列表
- Daceton armigerum（英语：Daceton armigerum） (Latreille, 1802)
- Daceton boltoni（英语：Daceton boltoni） Azorsa & Sosa-Calvo, 2008

具有觸發式大顎的螞蟻：瘤顎家蟻、針刺家蟻、鋸針蟻、顎針蟻、長顎山蟻。

## 外部連結
- 维基共享资源上的相關多媒體資源：Daceton